# Sophie Scholl - die letzten Tage
Sophie Scholl - Die Letzten Tage (Duits voor: Sophie Scholl - De laatste dagen) is een Duitse film uit 2005. Hij is gebaseerd op een waargebeurd verhaal en speelt zich af tijdens de Tweede Wereldoorlog. De film gaat over Sophie Scholl, die als lid van Die Weisse Rose in het verzet tegen de nazi's zat en die samen met haar broer verboden pamfletten uitdeelde aan de universiteit van München. Daarvoor werd ze opgepakt en dagenlang verhoord. Voor vele dialogen in de film zijn de letterlijke verslagen van de verhoren gebruikt. In Duitsland ontving de film vele positieve recensies. Sophie Scholl wordt gespeeld door Julia Jentsch die ook enkele prijzen voor haar rol in deze film heeft gewonnen.
Het verhaal is gebaseerd op het boek De Witte Roos van Inge Scholl (de zus van Hans en Sophie). Het gaat over de gelijknamige verzetsbeweging waar Hans en Sophie deel van uitmaakten. Ze verspreidden pamfletten tegen Hitler en riepen hierin ook op om ze te vermenigvuldigen en verder te verspreiden. Hoewel het Duitse verzet zeer beperkt is gebleven, groeide deze studentenbeweging en werden er steeds meer pamfletten gelezen.
Het vervoeren en verspreiden ervan was zeer gevaarlijk werk (er werden vaak controles uitgevoerd in treinen), maar de studenten lieten zich motiveren door de gedachte dat ze misschien toch zouden omkomen aan het front. Wie betrapt werd, werd ter dood veroordeeld.

## Verhaal
München, 1943. Terwijl Hitler een vernietigende oorlog voert in Europa, heeft een groep jonge Duitse studenten zich verzameld in de verzetsgroep Die Weisse Rose. Sophie Scholl (Julia Jentsch, The Edukators) maakt als enige vrouw deel uit van de groep. Op 18 februari 1943 worden Sophie en haar broer Hans (Fabian Hinrichs) gearresteerd nadat ze betrapt zijn op het verspreiden van folders op de universiteit. De daaropvolgende dagen wordt Sophie verhoord door de Gestapo-officier Robert Mohr (Alexander Held). Als hij haar een uitweg biedt om aan de dood te ontsnappen, weigert zij dit.

## Rolverdeling
- Julia Jentsch - Sophie Scholl
- Fabian Hinrichs - Hans Scholl
- Alexander Held - Robert Mohr, Gestapo-officier
- Johanna Gastdorf - Else Gebel
- André Hennicke - Roland Freisler
- Florian Stetter - Christoph Probst
- Maximilian Brückner - Willi Graf
- Johannes Suhm - Alexander Schmorell
- Lilli Jung - Gisela Schertling
- Petra Kelling - Magdalena Scholl
- Jörg Hube - Robert Scholl
- Franz Staber - Werner Scholl
- Klaus Händl - Lohner
- Wolfgang Pregler - Jakob Schmid
- Christian Hoening - Rijksadvocaat Weyersberg
- Paul Herwig - Rijksadvocaat August Klein
- Maria Hofstätter - Bewaakster
- Walter Hess - Pastoor Dr. Alt
- Norbert Heckner - Prof. Wüst
- Frederike Schinzler - Anneliese Graf
- Anton Figl - Rijksadvocaat Ferdinand Seidl
- Joseph Goebbels - zichzelf (archiefmateriaal, onvermeld)